# Фри, Нелл Тайгер
Нелл Тайгер Фри (англ. Nell Tiger Free; род. 13 октября 1999, Лондон) — британская актриса. Получила известность благодаря роли Мирцеллы Баратеон в телесериале «Игра престолов» и Лиэнн Грейсон в телесериале «Дом с прислугой».

## Биография
Нелл Пикфорд Фри родилась 13 октября 1999 года в Кингстоне-апон-Темс, Лондон, Великобритания. Отец — специалист по подбору персонала, мать — Аманда Фри, преподавать йоги. Нелл окончила школу Теддингтона. У неё есть старшая сестра Бетси.
Актёрский дебют Нелл состоялся в 2012 году, когда она снялась в фильмах «Сломленные» и «Мистер Вонючка».
В 2015—2016 годах играла Мирцеллу Баратеон в телесериале «Игра престолов».
В 2019 году сыграла в основном составе телесериала «Слишком стар, чтобы умереть молодым».
С 2019 по 2023 год играла Лиэнн Грейсон в основном составе телесериала «Дом с прислугой». Кинокритики отмечали, что если в первом сезоне характеру её героини не хватало внутреннего содержания, то к третьему сезону она полностью раскрывается и становится центральным персонажем.
В 2021 году сыграла в фильме «Заложники Марса» одну из главных ролей (взрослая Ремми), которая была положительно оценена кинокритиками.
В июле 2021 года стало известно, что Нелл сыграет одну из главных ролей в фильме «Падение во тьму».
В 2022 году была номинирована на премию «Сатурн» в категории «Лучшая актриса второго плана в стриминговом сериале».
В августе 2022 года стало известно, что Нелл сыграет одну из главных ролей в фильме «Первый Омен», являющимся приквелом «Омена».

## Фильмография
| Год       |    | Русское название                    | Оригинальное название     | Роль              |
| --------- | -- | ----------------------------------- | ------------------------- | ----------------- |
| 2012      | ф  | Сломленные                          | Broken                    | Анна              |
| 2012      | тф | Мистер Вонючка                      | Mr. Stink                 | Хлои Крамб        |
| 2014      | с  | Индевор                             | Endeavour                 | Банти             |
| 2015—2016 | с  | Игра престолов                      | Game of Thrones           | Мирцелла Баратеон |
| 2019      | с  | Слишком стар, чтобы умереть молодым | Too Old to Die Young      | Джени Картер      |
| 2019—2023 | с  | Дом с прислугой                     | Servant                   | Лиэнн Грейсон     |
| 2021      | ф  | Заложники Марса                     | Settlers                  | Ремми (в 18 лет)  |
| 2023      | ф  | Колодец Чудес                       | Wonderwell                | Саванна           |
| 2024      | ф  | Первый Омен                         | The First Omen            | Маргарет          |
|           | ф  | Падение во тьму                     | Fall into Darkness        |                   |
|           | ф  | Скалолаз                            | Untitled Cliffhanger film |                   |